# Championnats du monde de course d'orientation 2018
Navigation
Édition précédente Édition suivante
Les championnats du monde de course d'orientation 2018, trente-cinquième édition des championnats du monde de course d'orientation, ont lieu du 4 au 11 juillet 2018 à Riga et Sigulda, en Lettonie.

## Podiums
Femmes
| Épreuves                | Or                                         | Argent                                                  | Bronze                                                     |
| ----------------------- | ------------------------------------------ | ------------------------------------------------------- | ---------------------------------------------------------- |
| Femmes Sprint           | Danemark Maja Alm                          | Suède Tove Alexandersson                                | Suisse Judith Wyder                                        |
| Femmes moyenne distance | Russie Natalia Gemperle                    | Finlande Marika Teini                                   | France Isia Basset                                         |
| Femmes Longue distance  | Suède Tove Alexandersson                   | Danemark Maja Alm                                       | Suisse Sabine Hauswirth                                    |
| Femmes Relais           | Suisse Elena Roos Julia Jakob Judith Wyder | Suède Helena Bergman Karolin Ohlsson Tove Alexandersson | Russie Anastasia Rudnaya Tatyana Riabkina Natalia Gemperle |

Hommes
| Épreuves                | Or                                                       | Argent                                               | Bronze                                             |
| ----------------------- | -------------------------------------------------------- | ---------------------------------------------------- | -------------------------------------------------- |
| Hommes Sprint           | Suisse Daniel Hubmann                                    | Nouvelle-Zélande Tim Robertson                       | Suisse Andreas Kyburz                              |
| Hommes moyenne distance | Norvège Eskil Kinneberg                                  | Suisse Daniel Hubmann                                | Suisse Florian Howald                              |
| Hommes Longue distance  | Norvège Olav Lundanes                                    | Ukraine Ruslan Glibov                                | Suisse Fabian Hertner                              |
| Hommes Relais           | Norvège Gaute Hallan Steiwer Eskil Kinneberg Magne Dæhli | Suisse Florian Howald Daniel Hubmann Matthias Kyburz | France Nicolas Rio Lucas Basset Frédéric Tranchand |

Mixte
| Épreuves            | Or                                                                     | Argent                                                       | Bronze                                                      |
| ------------------- | ---------------------------------------------------------------------- | ------------------------------------------------------------ | ----------------------------------------------------------- |
| Sprint Relais Mixte | Suède Tove Alexandersson Emil Svensk Jonas Leandersson Karolin Ohlsson | Suisse Elena Roos Florian Howald Fabian Hertner Judith Wyder | Danemark Amanda Falck Weber Tue Lassen Jakob Edsen Maja Alm |

## Tableau des médailles
- Pays organisateur

| Rang  | Nation           | Or | Argent | Bronze | Total |
| ----- | ---------------- | -- | ------ | ------ | ----- |
| 1     | Norvège          | 3  | 0      | 0      | 3     |
| 2     | Suisse           | 2  | 3      | 5      | 10    |
| 3     | Suède            | 2  | 2      | 0      | 4     |
| 3     | Danemark         | 1  | 1      | 1      | 3     |
| 5     | Russie           | 1  | 0      | 1      | 2     |
| 6     | Finlande         | 0  | 1      | 0      | 1     |
| 6     | Nouvelle-Zélande | 0  | 1      | 0      | 1     |
| 6     | Ukraine          | 0  | 1      | 0      | 1     |
| 9     | France           | 0  | 0      | 2      | 2     |
| Total | Total            | 9  | 9      | 9      | 27    |